# Гусев, Виктор Михайлович (поэт)
Ви́ктор Миха́йлович Гу́сев (17 [30] января 1909, Москва, Российская империя — 23 января 1944, Москва, СССР) — русский советский поэт и переводчик, драматург, сценарист. Лауреат двух Сталинских премий второй степени (1942, 1946 — посмертно).

## Биография
Родился 17 (30) января 1909 года в Москве в семье служащего.
В 1925—1926 учился в драматической студии при Московском Театре революции, в 1926—1929 годах — на Высших литературных курсах имени В. Я. Брюсова, после их реорганизации — на факультете литературы и искусства МГУ, который закончил в 1931 году.
С 1927 года публиковал стихи, с 1935 года обратился к драматургии. В 1929 году выпустил первую поэтическую книгу «Поход вещей», раскритикованную В. В. Маяковским за «грошовый романтизм», который, вопреки утверждению последнего, не исключал, но подчёркивал революционный энтузиазм поэзии Гусева, вполне проявившийся и в его последующих сборниках («Герои едут в колхоз», 1931; «Слово бригадира», 1932; «Современники», «Гений», оба 1933; «Сыновья диктатуры», 1937; поэма «Стих», 1942) — и особенно в его текстах песен («Полюшко-поле», 1934, и др.).
Печатался с 1927 года, с того же времени член Московского общества драматических писателей и композиторов и Производственного объединения молодых драматургов.
Сблизился с журналом «Синяя блуза», писал сценарии для популярных в те годы «живых картин», различных массовых представлений, частушки, репризы, водевили и т. п. Идя в русле предельно актуализированной и политизированной, почти «газетной» советской драматургии ранних лет, Гусев в конце 1920-х годов пишет комедии «Американский житель» и «Закрытие Америки» (в соавторстве). Объездив в составе писательских бригад крупнейшие стройки страны (Кузнецкстрой, Уралмаш и др.), Гусев был заражён энергией индустриальных пятилеток.
В составе писательских бригад Виктор Гусев побывал в разных городах и краях страны: на стройках, заводах и в воинских частях, где литераторы были желанными гостями.
Виктор Гусев написал слова к песне «Полюшко-поле» на мелодию Л. К. Книппера (1933). В феврале 1933 года Вера Духовская исполнила её в зале Радиокомитета, в концерте, посвящённом 15-й годовщине Красной Армии. Аккомпанировал певице пианист Михаил Бихтер. «Полюшко-поле» стала одной из первых советских массовых песен. Песню включили в свой репертуар Ирма Яунзем, Леонид Утёсов и Ансамбль имени А. В. Александрова.
В 1935 году написал принёсшую ему шумный успех пьесу «Слава», обошедшую почти все театры и самодеятельные коллективы страны, в которой поднял проблемы социалистической морали, долга и героизма. Следом появляются пьесы Гусева «Дружба» (1938), «Сын Рыбакова» (1940), «Москвичка», «Твоя песня» (обе 1942), символическая драма «Сыновья трёх рек» (1944), в которых проявились свойственная Гусеву артистичность, умение выстроить несложный и увлекательный сюжет, непринуждённо, даже по-опереточному празднично рассказать о серьёзных социальных процессах — вкупе с романтически светлым восприятием жизни и неназойливой дидактичностью, сказывающейся как в пьесах о нравах сегодняшнего дня (с нескрываемой симпатией к открытым честным труженикам и презрением к «рвачам» и «чинушам»), так и в произведениях, посвящённых теме преемственности революционных традиций («Сын Рыбакова»). Популярными оказались лирические комедии для молодёжи «Весна в Москве» (1941; одноимённый фильм режиссёра И. Е. Хейфица, совместно с Н. Н. Кошеверовой, 1953) и «Свинарка и пастух» (одноимённый фильм режиссёра И. А. Пырьева, 1941; завершён в начале войны), а также киносценарий «В шесть часов вечера после войны» (одноимённый фильм режиссёра И. А. Пырьева, 1944).
Публично поддерживал сталинские репрессии:
…Гнев страны в одном рокочет слове.

Я произношу его: расстрел.

Расстрелять изменников отчизны…

Расстрелять во имя нашей жизни.

И во имя счастья — истребить.
Эти строки Виктора Гусева издали в «Литературной газете» 5 марта 1938 года.
Виктор Михайлович Гусев оставил также переводы произведений Я. Купалы, Уйгуна, Айбека, Молланепеса, А. А. Лахути и других поэтов.
Когда началась война, жену с двумя детьми отправил в Ташкент. С конца июня 1941 года В. М. Гусев — начальник литературного отдела Всесоюзного радиокомитета; пишет, помимо вышеназванных пьес, репортажи и драматические произведения для радио, патриотические стихотворения «Сестра» (1941), «Мать и сын» (1942) и др.
7 ноября 1941 года вёл репортаж с Красной площади о параде войск Красной Армии.
Принял участие вместе с другом-композитором Тихоном Хренниковым в числе самых выдающихся творцов в конкурсе на гимн Советского Союза.
С другом-композитором провёл Виктор Михайлович последние минуты жизни. 23 января 1944 года они пришли в Дом актёра в открывшийся в дни войны первый ресторан в Москве. Сели за стол. Далее у Гусева случился инфаркт. Врача в зале не оказалось. По другим данным, Гусев умер от гипертонического криза. Похоронен в Москве на Новодевичьем кладбище (участок № 2).
М. Л. Гаспаров передаёт рассказ С. П. Боброва о его смерти: «Был поэт из „Правды“ Виктор Гусев, очень много писавший дольниками, я пожаловался, что никак не кончу по ним подсчеты; Бобров сказал: „Работяга был. Знаете, как он умер? В войну: в Радиокомитете писал целый день, переутомился, сошел в буфет, выпил рюмку водки и упал.“»
Его именем названа улица во Внукове, на которой живёт его внук, спортивный комментатор Виктор Гусев.

## Сочинения

### Стихи
- «Поход вещей». Стихи, 1929
- «Герои едут в колхоз», 1931
- «Слово бригадира», 1932
- «Стихи», 1932
- «Современники», 1933
- «Слава», 1935
- «Стихи», 1936
- «Семья», 1936
- «Сыновья диктатуры», 1937
- «Стихи», 1942

### Поэмы
- «Гений» (1932)
- «Лётчик» (1939, неокончена)
- «Львовская тетрадь» (1939)

### Тексты песен к фильмам
• 1933 — Полюшко-поле
- 1935 — Аэроград
- 1936 — Ударом на удар
- 1937 — Неустрашимые; Как будет голосовать избиратель
- 1939 — Трактористы; Слушай, говорит Москва
- 1941 — Дочь моряка
- 1941 — Свинарка и пастух (Песня о Москве)
- 1942 — Александр Пархоменко
- 1942 — Железный ангел

### Пьесы
- «Слава»: Пьеса в стихах, в 3-х д., 8 карт. (1936; 1937; 1940)
- «Дружба»: Пьеса в стихах, в 3 д., 8 карт. (1938; 1940)
- «Весна в Москве» (1941; 1946)
- «Москвичка»: Пьеса в 3 д., 5 карт. с интермедиями в стихах (1942)
- «Твоя песня»: Пьеса в стихах, в 1 д. (1942; 1943; 1944; 1946; 1950)
- «Сыновья трёх рек» (1944)
- «Сын Рыбакова» (поставлен в 1953 году, опубликован в 1955 году; доработка В. В. Винникова)

### Фильмография
- 1931 — Рядом с нами (совместно с М. И. Роммом)
- 1932 — Моряки защищают Родину
- 1933 — Конвейер смерти (Товар площадей) (совместно с М. И. Роммом и И. А. Пырьевым)
- 1935 — Глюкауф
- 1941 — Свинарка и пастух
- 1944 — В 6 часов вечера после войны
- 1953 — Весна в Москве
- 1961 — Иван Рыбаков

## Награды и премии
- Сталинская премия второй степени (1942) — за сценарий фильма «Свинарка и пастух» (1941).[7]
- Сталинская премия второй степени (1946 — посмертно) — за сценарий фильма «В шесть часов вечера после войны» (1944).
- орден «Знак Почёта» (31.1.1939).

## Семья
Жена — учительница Нина Петровна Степанова (1908—1987), впоследствии жена драматурга К. Я. Финна.
Сын — учёный-биолог Михаил Гусев (1934—2005). Внук — спортивный комментатор Виктор Гусев (р. 1955).
Дочь — Елена Гусева (р. 1940).